# تاویران
تاویران یا طاویران، روستایی است از توابع بخش فیروزآباد استان کرمانشاه ایران.

## مشخصات روستا
روستای تاویران دارای سه بخش علیا، وسطا و سفلی است. مردم این روستا پیروی دین یارسان بوده و بیشتر آن‌ها از سادات این آیین هستند. مردم تاویران از سادات حسینی و از نوادگان سید میر حمزه کرد، از اعقاب عالی قلندر عارف قرن هفتم هجری کردستان و از بزرگان یارسان هستند.

## اماکن مذهبی
یکی از مقابر مقدس یارسان به نام مقبره سید فرخ در این روستا قرار دارد. این مقبره با معماری خاص خود و دیوارهای کرسی‌چینی شده از سنگ و درخت‌های تنومند و کهنسال در بخش درونی حیاط مورد احترام مردم و زیارتگاه پیروان یارسان است. با وجود اقلیت بودن مردم تاویران، مسجدی از سوی حکومت جمهوری اسلامی ایران در این روستا ساخته شده‌است.